# Luminozitás (szóráselmélet)
A luminozitás a részecskefizikában, szóráselméletben, gyorsítófizikában az az arányossági tényező (L), amellyel egy folyamat hatáskeresztmetszetét (σ) megszorozva megkapjuk az eseménysűrűséget (J), azaz az időegység alatt bekövetekező eseményszámot (N / t = J).
{\displaystyle J={\frac {dN}{dt}}=L\sigma ,} azaz a luminozitás: {\displaystyle L={\frac {1}{\sigma }}{\frac {dN}{dt}}={\frac {1}{\sigma }}J} [m–2s–1]

## Álló céltárgy esetén
Ejtsünk egy részecskenyalábot egy céltárgyra, amelynek részecskesűrűsége legyen nc [m–3], a nyalábirányú vastagsága pedig Δz [m]. A z irányú nyalábban a beeső részecskék fluxusa, azaz a részecskeáram pedig J0 [s–1]. Ha a beeső nyalábot és a céltárgyat alkotó egy-egy részecske közötti szórási kölcsönhatás hatáskeresztmetszete σ [m2], akkor a szórt részecskék árama, azaz a szórás időegység alatti eseményszáma:
{\displaystyle J=J_{0}\sigma n_{c}\Delta z}
Ebből a luminozitás:
{\displaystyle L=J_{0}n_{c}\Delta z=J_{0}n_{xy}}
ahol nxy [m–2] az itt definiált „tranzverzális részecskesűrűség”, a nyaláb irányában a tranzverzális síkra vetített részecskesűrűség a céltárgyban.

## Ütköző nyalábok esetén
Két ütköző nyaláb esetén az egyik nyalábnak az ütközésben részt vevő részét tekinthetjük a fenti értelemben vett céltárgynak. A nyalábok technikailag nem folytonosak, hanem a nyaláb irányában bolyokba (bunch) rendeződött részecskékből áll, hasonlíthatjuk ezt egy tehervonat egymás utáni kocsijaihoz is. Legyen egy ilyen boly a céltárgy a második nyalábban. Ha ebben N2 részecske van, és a nyaláb sugara r, akkor a fenti „tranzverzális részecskesűrűség”:
{\displaystyle n_{xy}={\frac {N_{2}}{r^{2}\pi }}}
Ha a „beeső” nyaláb egy bolyában N1 részecske van, és a bolyok T [s] időnként ütköznek egymással – az LHC esetén T=25 ns –, akkor a fenti beeső áramsűrűség:
{\displaystyle J_{0}={\frac {1}{T}}N_{1}=fN_{1}}
ahol f [s–1] a bolyok ütközési frekvenciája – az LHC esetén f=40 MHz. Eddig egy r sugarú csővel közelítettük a nyalábokat, de jobb közelítés, ha a keresztmetszetét Gauss-eloszlásúnak vesszük, amelyek x és y irányban más a szórása. Ilyenkor a keresztmetszet területét így írhatjuk:
{\displaystyle {r^{2}\pi }\rightarrow 4\pi \sigma _{x}\sigma _{y}}
vagyis a luminozitásra a következő kifejezést kapjuk:
{\displaystyle L=f{\frac {N_{1}N_{2}}{4\pi \sigma _{x}\sigma _{y}}}}
A képlet mutatja, hogy a nyaláb keresztmetszetének csökkentésével a luminozitás növelhető. Az ezt célzó sztochasztikus hűtés kidolgozásáért kapott Simon van der Meer fizikai Nobel-díjat 1984-ben.

## A luminozitás jelentősége
A gyakorlatban a részecskefizika az SI helyett a CGS egységekben adja meg a luminozitást, itt látható néhány jelentős kísérlet esetén:
| Ütköztető | Kölcsönhatás | L (cm−2·s−1) |
| --------- | ------------ | ------------ |
| SPS       | p + p        | 6.0·10+30    |
| Tevatron  | p + p        | 5.0·10+31    |
| HERA      | p + e+       | 4.0·10+31    |
| LHC       | p + p        | 1.0·10+34    |
| LEP       | e− + e+      | 1.0·10+32    |
| PEP       | e− + e+      | 3.0·10+33    |
| KEKB      | e− + e+      | 1.0·10+34    |

A luminozitás határozza meg a kis hatáskeresztmetszetű események felfedezési potenciálját egy-egy kísérletben. Az LHC a Higgs-bozont mintegy 2-3 év adatgyűjtés után fedezte fel. A nyalábenergia a Tevatron esetén is lehetővé tette volna a Higgs-bozon felfedezését, de ugyanakkora statisztika eléréséhez a kisebb luminozitás miatt sokkal hosszabb időre lett volna szüksége. És bár az LHC sem futott ekkor a névleges maximális luminozitással, de a különbség a javára így is évtizedekben mérhető.